# بابك (سردشت)
بابك (بالفارسية: بابک) هي قرية تقع في إيران في قسم سردشت الريفي. يقدر عدد سكانها بـ 138 نسمة بحسب إحصاء 2016.